# Catocala sultana
Catocala sultana là một loài bướm đêm thuộc họ Erebidae. Nó được tìm thấy ở Tunisia, Maroc và Algérie.
Some authors consider it a subspecies (Catocala optata sultana) hoặc even a form của Catocala optata